# ملوتزو دا فورلی
ملوتزو دا فورلی انگلیسی: Melozzo da Forlì نقاش و معمار ایتالیایی بود. نقاشی‌های فرسکو وی به دلیل استفاده از تکنیک پرسپکتیو در آنها مشهور است.